# Alain Cohen (psychiatre)
Pour les articles homonymes, voir Alain Cohen et Cohen.
Alain Cohen, né en 1953 à Sidi-Bel-Abbès (Algérie), est un psychiatre français.
Ancien interne des hôpitaux psychiatriques de la région Île-de-France, il a consacré son mémoire de spécialité au thème « psychiatrie et science-fiction ».
Exerçant en institution de pédopsychiatrie, il collabore au journal médical en ligne Jim.fr, après avoir écrit pour plusieurs revues médicales (VSD médecins, L'Hebdomadaire du jeune médecin, Le Journal du jeune praticien, etc).